# Fly by Night
Pour le film, voir Fly-by-Night.
Albums de Rush
Rush
(1974) Caress of Steel
(1975)
Fly by Night est le deuxième album studio du groupe hard rock canadien Rush, sorti en février 1975.

## Historique
Cet album a été enregistré au Toronto Sound Studios. C'est sur cet album qu'apparaît pour la première fois le batteur Neil Peart, principal auteur des textes du groupe. On y retrouve également les débuts du producteur Terry Brown qui suivra Rush jusqu'en 1984. La chanson  titulaire Fly by Night est basée sur l'expérience vécue par Neil Peart lorsque, jeune musicien, il déménagea brièvement du Canada vers Londres (avant de rejoindre le groupe). La chanson Anthem contient des paroles largement inspirées par la philosophie de Ayn Rand, dont l'influence sur l'écriture de Peart atteindra son apogée en 1976 avec l'album 2112.

## Liste des titres
1. Anthem - 4:36
2. Best I Can - 3:24
3. Beneath, Between & Behind - 2:59
4. By-Tor & the Snow Dog - 8:36
  - I. "At the Tobes of Hades"
  - II. "Across the Styx"
  - III. "Of The Battle"
    - 1. "Challenge and Defiance"
    - 2. "7/4 War Furor"
    - 3. "Aftermath"
    - 4. "Hymn of Triumph"

  - IV. "Epilogue"
5. Fly By Night - 3:21
6. Making Memories - 2:58
7. Rivendell - 4:57
8. In the End - 6:48

## Musiciens
- Geddy Lee : chant, basse, guitare classique
- Alex Lifeson : guitares acoustique et électrique
- Neil Peart : batterie, percussion

## Charts
| Année | Chart      | Position |
| ----- | ---------- | -------- |
| 1975  | Pop Albums | 113      |